# A brit uralkodók koronázása

VI. György brit király koronázása a westminsteri apátságban (1937. május 12.)

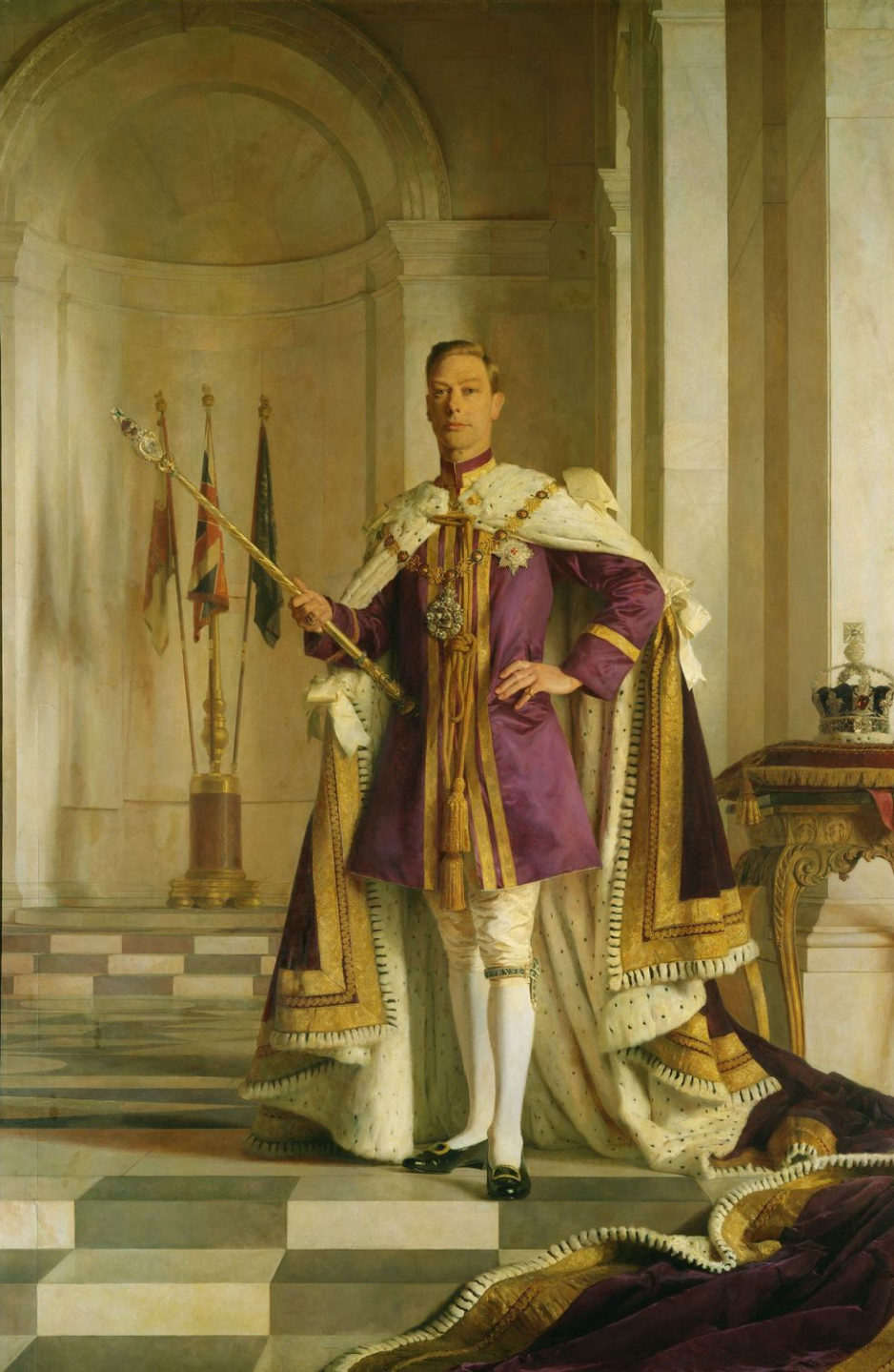
VI. György mint megkoronázott brit uralkodó portréja (Gerald Kelly műve)

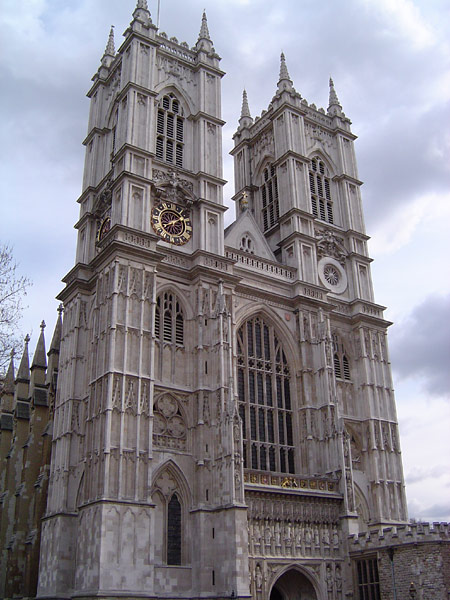
A westminsteri apátság, amely évszázadok óta a brit uralkodók koronázási temploma

A brit uralkodók koronázása egy beavatási rítus, melynek során az Egyesült Királyság uralkodóját megkoronázzák, valamint ellátják a többi koronázási ékszerrel.
Mivel a koronázás maga egy örömteli esemény, ezért erre az előző uralkodó halála után hónapokkal kerül sor, nem zavarva ezzel a gyász időszakát, valamint elég időt hagyva a nagyszabású ceremónia megszervezésére. Így történt II. Erzsébet esetében is, akinek a fejére csak 1953. június 2-án helyezték a koronát, noha édesapja, VI. György 1952. február 6-án bekövetkezett halálakor a fiatal hercegnő rögtön az Egyesült Királyság uralkodója lett. A brit törvények értelmében ugyanis a trón nem állhat üresen, így a király (vagy királynő) halála után a trónörökös azonnal uralkodóvá válik.
A szertartást az anglikán egyház legmagasabb rangú főpapja, a canterburyi érsek celebrálja, de szerepet kapnak más egyházi személyek és a nemesség tagjai is. A ceremóniában résztvevőknek ünnepi egyenruhát vagy palástot kell viselniük. A meghívott vendégek között megtalálhatók a brit politikai élet szereplői éppúgy, mint a külföldi országok magas rangú képviselői.
A koronázás leglényegesebb momentumai nem sokat változtak az elmúlt majdnem ezer év során. Az uralkodót először bemutatják és elismertetik a brit néppel. Ezután következik az eskütétel, melyben megfogadja, hogy fenntartja a törvényeket és az egyházat. Ezt követően felkenik az előre megszentelt olajjal, fejére helyezik Szent Eduárd koronáját és felékesítik a többi koronázási ékszerrel. A szertartás végén fogadja alattvalói hódolatát.

## Története
Az uralkodó halála és az új megkoronázása közti idő többször változott a brit történelemben. Az első normann uralkodót, Hódító Vilmost, trónra lépése napján, 1066. december 25-én koronázták meg, utódait azonban napokon esetleg heteken belül. I. Eduárd a kilencedik keresztes háborúban harcolt, mikor 1272-ben megörökölte a trónt, így a koronázásra csak 1274-ben, hazatérte után kerülhetett sor. II. Eduárd az 1307-es skóciai hadjárata miatt halasztotta el. VI. Henrik nem volt még egyéves sem, mikor uralkodó lett 1422-ben, ezért koronázására csak 1429-ben került sor, de tényleges hatalmat csak nagykorúvá válása után gyakorolhatott, 1437-től. A 18-19. században szükségessé vált meghosszabbítani a koronázás előtti időszakot több hónappal, egyrészt a gyász miatt, másrészt pedig a koronázási ceremónia megfelelő megtervezése érdekében. Ettől kezdve minden uralkodó esetében minimum egy év telt el a trónra lépés és a koronázás között, kivéve VI. György idején, akinek az elődje és egyben bátyja, VIII. Eduárd nem meghalt, hanem lemondott a trónról egy amerikai közrendűvel, Wallis Simpsonnal kötött házassága miatt.
Mivel a trónra lépés és a koronázás között sok idő telt el, volt olyan uralkodó, akit végül nem is koronáztak meg. V. Eduárdot és Lady Jane Grey-t még koronázásuk előtt lemondatták a trónról, az előbbit 1483-ban, az utóbbit pedig 1553-ban. Hasonló eset történt VIII. Eduárddal is, aki lemondott a trónról, mielőtt letelt volna az egyéves időszak. A brit törvények értelmében ugyanis az uralkodó nem a megkoronázásakor örökli a trónt, hanem rögtön elődje halála után (A király halott. Éljen a király!).
Az angolszász uralkodók idejében még nem létezett állandó koronázási helyszín, így őket különböző angol városokban (Bath, Kingston upon Thames, London, Winchester) koronázták meg. Az utolsó angolszász királyt, II. Haroldot koronázták meg először a westminsteri apátságban 1066-ban és ettől kezdve minden brit uralkodó fejére itt helyezik a koronát. A szertartás legfőbb elemei, melyeket 973-ban Dunstan canterburyi érsek dolgozott ki, nem sokat változtak az évszázadok során. Mikor London francia megszállás alá került, III. Henriket Gloucesterben koronázták meg 1216-ban, de 1220-ban Westminsterben is újrakoronázták. Kétszáz évvel később VI. Henriket is kétszer koronázták meg: 1429-ben angol királynak, 1431-ben pedig francia királynak.
Az angol forradalom után, Oliver Cromwellt nem koronázták meg, de egy hasonló ceremónia keretében iktatták be lordprotektornak, 1657-ben.
A középkori Franciaországban és Németországban bevett gyakorlatnak számított a társuralkodó választása, de Angliában erre csak kétszer volt példa: 796-ban Ecgfrith lett apja, Offa társuralkodója valamint 1170-ben koronázta II. Henrik fiát, az ifjabb Henriket szintén társuralkodóvá. Sokkal általánosabb gyakorlatnak számított, mikor a király feleségét koronázták királynévá, annak ellenére, hogy a királynők férjét nem koronázták királlyá. Ha az uralkodó már házas volt a koronázás előtt, akkor közös koronázást tartottak. Ilyen először II. Henrik és felesége, Aquitániai Eleonóra idején történt 1154-ben, majd a brit történelemben még tizenhét hasonló esemény fordult elő, köztük III. Vilmos és II. Mária társuralkodása során, valamint legutóbb VI. György és Elizabeth Bowes-Lyon koronázása 1937-ben. Ha az uralkodó a koronázása után házasodik meg vagy házasodik újra, esetleg ha a feleségét bármilyen ok miatt nem tudták megkoronázni, akkor egy külön szertartás keretében kerül erre sor. Így történt először 1068-ban Flandriai Matildával, majd utoljára 1533-ban Boleyn Annával. II. Károly viszont nem koronáztatta meg feleségét, Braganzai Katalint.
II. Erzsébet koronázása volt az első amelyet a BBC teljes egészében közvetített 1953-ban. Előtte csak a kórust láthatták élőben, a koronázás többi részét felvették és az utójavítások után játszották le. Így a tv-nézők nem láthatták élőben a koronázás legfőbb momentumait, legfőképpen magát a korona felhelyezését, amely mind a sajtóban, mind a parlamentben vitákhoz vezetett. Ezek után a teljes szertartást élőben közvetítették, a felkenés és az úrvacsora kivételével, melyek a fotókon sem szerepeltek. Csak harminc évvel később derült ki, hogy a fordulat a királynő személyes beavatkozásának köszönhető. Becslések szerint több, mint 20 millióan látták az eseményt, ami precedens nélküli volt a televíziózás történetében, és jelentősen megnövelte a tv-nézők számát is.
A brit uralkodókat egyszerre több ország uralkodóivá is koronázzák. II. Erzsébettől például a következőt kérdezték esküje során: „Ünnepélyesen esküszöl és ígéred-e, hogy Nagy-Britannia és Észak-Írország Egyesült Királysága, Kanada, Ausztrália, Új-Zéland, a Dél-afrikai Unió, Pakisztán és Ceylon népeit, valamint birtokaidat és egyéb területeidet törvényeik és szokásaik szerint kormányzod?”

## Résztvevők
A szertartásra nem csak a brit elit, hanem a Nemzetközösségi tagországok meghatározó személyiségei is meghívást kapnak. II. Erzsébet 1953-as koronázásán 7500 vendéget zsúfoltak a westminsteri apátságba, ahol fejenként 460 milliméternyi mozgástér jutott.

### Papság
A canterburyi érsek az anglikán egyház minden papja és laikus tagja felett áll (kivéve a királyi család tagjait), így hagyományosan résztvevője a koronázási szertartásnak. A történelem során azonban akadtak kivételes esetek, amikor nem tudott részt venni a koronázáson, így az uralkodónak egy másik, magas rangú főpapot kellett kijelölnie. I. Vilmost a yorki érsek koronázta meg (a canterburyi érseket X. Benedek ellenpápa nevezte ki és az igazi pápa nem ismerte el őt), II. Eduárdot a winchesteri püspök (az érseket I. Eduárd száműzte), I. Máriát katolikus lévén szintén a winchesteri püspök koronázta meg (Thomas Cranmer canterburyi érsek protestáns volt) III. Vilmost és II. Máriát a londoni püspök (őket nem ismerte el a canterburyi érsek), I. Erzsébetet pedig a carlisle-i püspök (mivel a magas rangú főpapok illegitimnek tekintették). Minden esetben, amikor nem a canterburyi érsek koronázta meg az új uralkodót, az anglikán egyház egyik főpapja helyettesítette: a yorki érsek a második, a londoni püspök a harmadik, a durhami püspök a negyedik, winchester püspöke pedig rangban az ötödik helyen áll.

### Állami főméltóságok(Great Officers of State)
A koronázás állandó résztvevői az állam főméltóságai is. Bár a Lord High Steward (főudvarmester) és a Lord High Constable (főlovászmester) hivatalát a 15-16. századtól nem töltötték be rendszeresen, a koronázásra ezeket a méltóságokat újra felélesztik. A Lord Great Chamberlain (főkamarás) feladata az udvarnokkal (Groom of the Robes) és a főudvarnokkal (vagy főudvarhölggyel) (Master vagy Mistress of the Robes) az uralkodó felöltöztetése a koronázási ruhába.
Cinque Ports bárói (Barons of Cinque Ports) is részt vettek a szertartáson, akik eredetileg a baldachint tartották az uralkodó felett. Cinque Ports bárói Hastings, New Romney, Hythe, Dover és Sandwich településeket képviselték a brit parlament alsóházában (House of Commons), de a 19. századi reform során ezeket egy választókerületbe olvasztották. Utoljára IV. György 1821-es koronázásán hordozták a baldachint. Napjainkban is részt vesznek a szertartáson, de már nincsen semmilyen feladatuk.

### Egyéb résztvevők
Az egyházi és állami főméltóságok mellett számos földbirtokos és más személy élvez bizonyos privilégiumokat a koronázási szertartáson. Ezeket a jogokat egy speciális bíróság, a Court of Claims (az igények elbírálására felállított testület) hivatott meghatározni, melynek hagyományosan a Lord High Steward az elnöke. Az első hasonló testületről 1377-ben tesznek említést, II. Richárd koronázásán. A Tudor királyok korában a Lord Hight Steward hivatala a koronához került és VIII. Henrik óta csak ideiglenesen nevezik ki a koronázásra.
1952-ben ilyen kérelem volt többek között a westminsteri apátság esperesének igénye, hogy tanácsaival lássa el a királynőt a szertartás alatt (közel ezer éve őriznek egy Vörös Könyvet a szertartás menetéről); Durham valamint Bath és Wells lord-püspökeinek igénye, hogy a királynő oldalán álljanak a teljes szertartás alatt, Shrewsbury earljének igénye, hogy, mint Írország Lord High Steward-ja hordozza a fehér pálcát.
Rajtuk kívül a brit miniszterelnök és a kormány tagjai, a Nemzetközösségi királyságok főkormányzói és miniszterelnökei, a koronagyarmatok kormányzói is meghívást kapnak, csak úgy, mint más külföldi méltóságok, hírességek is.

## Öltözék

### Uralkodói öltözékek

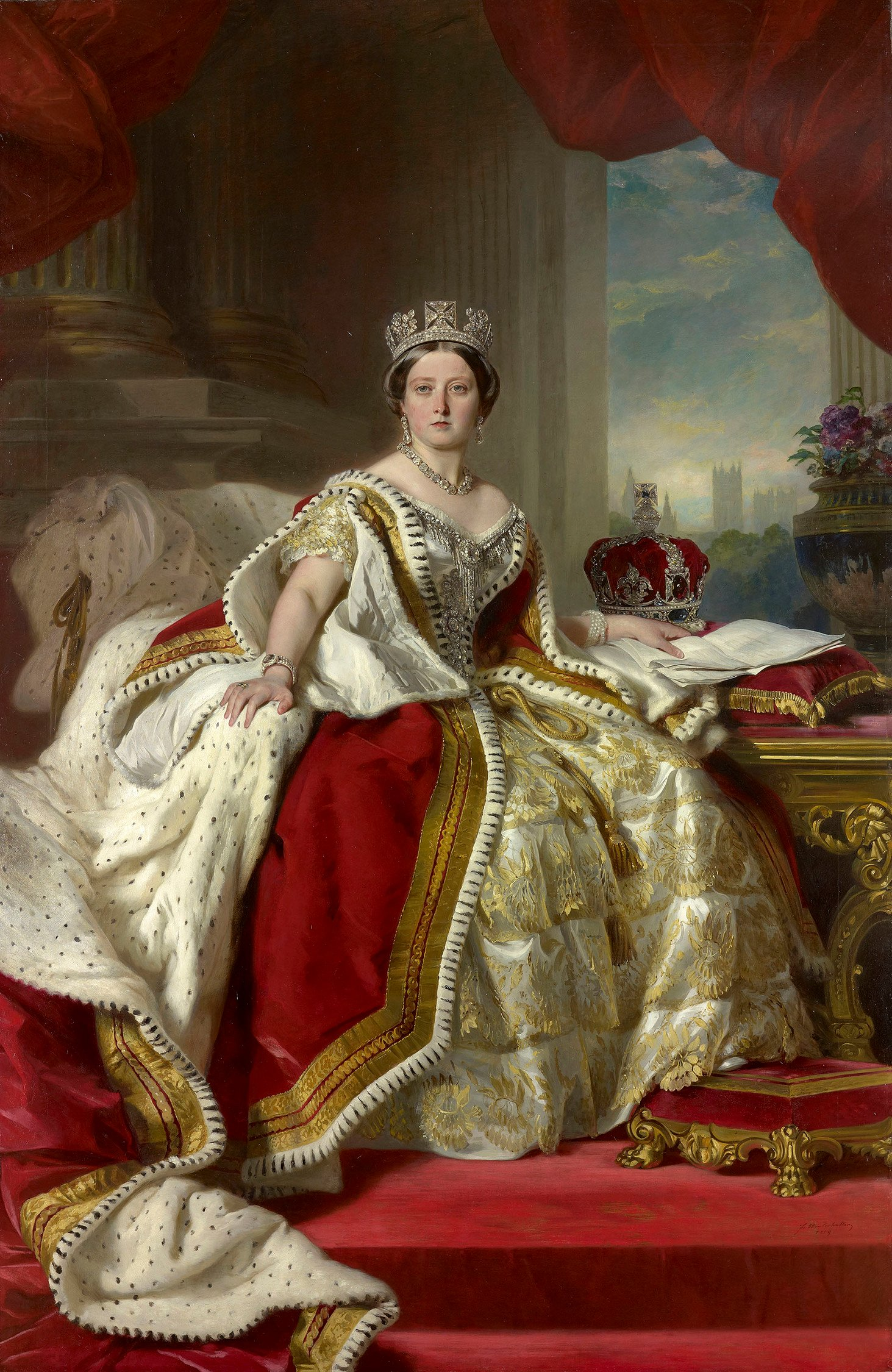
Viktória királynő a Robe of State-ben, fején a IV. György diadémmal

Az uralkodó különböző palástokat és ruhadarabokat visel a szertartás során:
- Crimson surcoat (karmazsin köpeny) – a szertartás során a legalsó öltözék, amit visel az uralkodó; 1953-ban II. Erzsébet koronázására egy teljesen új köntöst készítettek.[36]
- Robe of State of crimson velvet (állami karmazsin bársonypalást) vagy Parliament Robe (parlamenti palást) – az első palást, amit a koronázáson használnak, az apátságba való belépéskor, majd később a parlament megnyitásán. Egy hermelin köpenyből és egy hosszú, karmazsin színű, bársonypalástból áll, hermelin szegéllyel és arany csipkével díszítve.[36]
- Anointing gown (felkenési köntös) – egy egyszerű, fehér, mindenféle díszítést nélkülöző öltözék, melyet a felkenés alatt viselnek.[36]
- Colobium sindonis – az első öltözék, mellyel az uralkodót beiktatják. Gyolcsból készült, fehér, laza alsóruházat, csipkével díszítve, oldalt nyitott, ujjatlan és mélyen kivágott nyakú. Az uralkodói hatalom néptől való eredetét szimbolizálja.[36]
- Supertunica – a második beiktatási palást. Hosszú, bokáig érő, arany, selyem ruha, bő ujjakkal. Rózsaszín selyemmel szegélyezett és arany csipkével díszített, nemzeti jelképekkel hímzett, kardövvel összefogott öltözék. A Bizánci Birodalomban a konzulok öltözetének része volt.[36]
- Robe Royal vagy Pallium Regale – a fő öltözék, melyet a koronázás alatt viselnek.[22] Egy négyszögletes lepel, bíbor selyem szegéllyel, ezüst koronákkal, nemzeti jelképekkel és ezüst császári sasokkal a négy sarkán.[36]
- Stole Royal vagy armilla – arany színű selyemsál, melyet a Robe Royal-al együtt viselnek. Arany és ezüst szálakkal gazdagon hímzett, drágakövekkel kirakott, rózsaszín selyem és arany szegéllyel.[36]
- Purple surcoat (lila köpeny) – a karmazsin köpeny ellenpárja, a ceremónia végén viselik.[36]
- Imperial Robe of purple velvet (birodalmi lila bársonypalást) – a szertartás végén, az apátságból való távozáskor viselik. Hímzett hermelin köpenyből valamint kanadai hermelinnel szegélyezett és angol szaténnel bélelt, lila bársonypalástból áll.[36]

A koronázási ékszerekkel ellentétben, minden uralkodó újonnan készített öltözeteket visel. Ezek közül csak a supertunica és a Robe Royal kivételek, melyek IV. György koronázására készültek, 1821-ben.

### Hivatalos öltözet

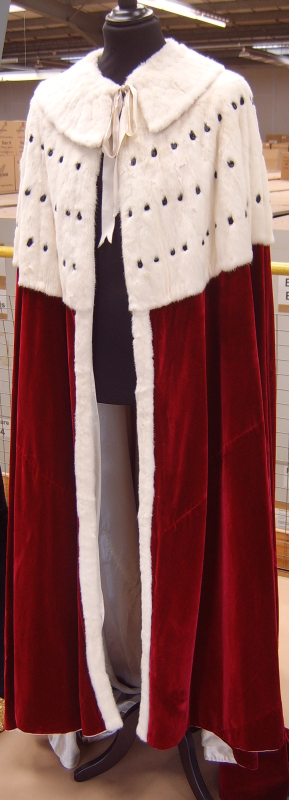
Egy earl koronázási palástja.

Számos résztvevő visel különböző egyenruhákat, kosztümöket és palástokat. A nemesek egy karmazsin színű, bársony köntösből és hermelin köpenyből álló palástot hordanak. A hermelin köpenyen lévő fókabőr foltok sorainak száma jelzi, hogy a nemesi hierarchiában hol foglalnak helyet: a hercegeknek (akik nem tagjai a királyi családnak) négy, az őrgrófoknak három és fél, a grófoknak három, a vikomtoknak kettő és fél, a báróknak valamint a parlament lordjainak pedig kettő sor jár. A királyi hercegek hat sor hermelinprémet viselnek, hermelinszőrt a köpeny elején valamit hosszú uszályt, melyet egy apród tart. A nemesi származású nők esetében az uszály hossza és a hermelinprém szegély szélessége jelöli rangjukat: a hercegnők uszálya két yard (kb. 2 m) hosszú, a hermelin szegély öt hüvelyk (kb. 127 mm) széles; az őrgrófnők esetében ezek a mértékek egy és háromnegyed yard (kb. 1,5 m) valamint négy hüvelyk (kb. 102 mm); a grófnők egy és fél yard (kb. 1,4 m) hosszú uszályt hordanak három hüvelyk (kb. 76 mm) széles hermelin szegéllyel; a vikomtnők egy és egy negyed yardos (kb. 1,1 m) uszályt viselnek két hüvelyk (kb. 50 mm) széles hermelin szegéllyel; a bárónők és a lady-k uszálya pedig egy yard (kb. 1 m) hosszú a hermelin szegély szélessége pedig a vikomtnőkéhez hasonlóan két hüvelyk.

### Koronák
A királyi család tagjain kívül a nemesség tagjai is viselnek ún. rangjelölő koronákat. A rangokat különböző heraldikai szimbólumok jelölik. A trónörökös koronáján négy talpas kereszt (cross-pattée) és négy heraldikai liliom (fleurs-de-lis) váltakozik, a tetején egy boltívvel. Az uralkodó kisebb gyermekei és testvérei hasonló koronát hordanak, de boltív nélkül. A trónörökös gyermekeinek koronáján négy liliom, két talpas kereszt és két eper levél található. Négy talpas kereszt és négy eperlevél váltakozik az uralkodó fiainak és fiú testvéreinek gyermekei koronáin. Ezek a koronák nem rangot jelölnek, hanem az uralkodóval való rokonság fokát. A nemesi rangot jelölő koronák a hercegek esetében nyolc eperlevélből, az őrgrófok esetében négy eperlevélből és két ezüst golyóból, a grófok esetében nyolc eperlevélből és nyolc ezüst golyóból, a vikomtok esetében tizenhat ezüst golyóból, a bárók esetében pedig hat ezüst golyóból állnak. A nemesi származású nők koronái hasonlóak, de kisebb átmérőjűek.

Hercegek (dukes)
Márkik (marquesses)
Grófok (earls)
Vikomtok (viscounts)
Bárók (barons)

Az uralkodók mellett az Egyesült Királyság címerügyi hivatalának magas rangú hivatalnokai, a címerkirályok (King of Arms) is viselnek koronát. Anglia, Wales és Észak-Írország felett a Térdszalagrend, Clarenceaux valamint Norroy és Ulster címerkirályainak van joghatósága. Skócia heraldikai hivatalának vezetője pedig a Lord Lyon King of Arms. A Bath Rendnek, a Szent Mihály és Szent György Rendnek és a Brit Birodalom Rendjének saját címerkirálya van. A címerkirályok koronája aranyozott ezüstből készült. Tizenhat tölgyfalevél veszi körbe, melyek közül minden második magasabb, mint az előző. Az abroncson a Miserere mei Deus secundum magnam misericordiam tuam (latin: „Könyörülj rajtam Istenem, hiszen nagy a te irgalmasságod.”) felirat olvasható. Hasonló koronát visel a skót címerkirály is, III. György koronázása óta, előtte azonban a skót korona mását használta. 2004-ben készült egy új másolat a skót koronáról, így a jövőbeni koronázásokon már ezt fogja viselni.

## Elismerés és eskütétel
Az uralkodó a koronázásra a bíbor köpenyben (crimson surcoat) és az állami karmazsin bársonypalástban (Robe of State of crimson velvet) érkezik.
Miután az uralkodó elfoglalja helyét a trónon (Chair of Estate), a Térdszalagrend címerkirálya, a canterburyi érsek, a lordkancellár, a főkamarás, a Lord High Constable és az Earl Marshal kelet, dél, nyugat és észak fele fordulnak. Az érsek minden oldalon az uralkodó elismerését kéri: „Uraim, bemutatom nektek..., kétségtelen királyotokat. Ezért ti, akik ma itt megjelentetek, hogy hódoljatok és szolgáljatok, hajlandóak vagytok-e ezeket megtenni?” Miután minden oldalon elismerték az uralkodót, az érsek felolvassa a koronázási esküt, melyet az angol forradalom óta – kisebb módosításokkal – máig használnak:
Canterburyi érsek: „Ünnepélyesen esküszik, hogy Nagy-Britannia és Észak-Írország Egyesült Királysága, Kanada, Ausztrália, Új-Zéland, a Dél-afrikai Unió, Pakisztán, és Ceylon népeit, valamint egyéb birtokait és területeit saját törvényeik és szokásaik szerint kormányozza?”
Királynő: „Ünnepélyesen esküszöm, így teszek.”
Canterburyi érsek: „Esküszik, hogy minden ítéletét, amennyire csak lehet, a Jog, az Igazság és a Kegyelem nevében hozza?”
Királynő: „Esküszöm.”
Canterburyi érsek: „Esküszik, hogy minden erejével fenntartja Isten törvényeit és az evangélium kinyilatkoztatásait? Esküszik, hogy minden erejével fenntartja a protestáns vallást az Egyesült Királyságban? Esküszik, hogy megőrzi és fenntartja az angol egyház intézményét, doktrínáit, imádatát, fegyelmét és kormányzatát, amit a törvény felállított? Esküszik, hogy megőrzi püspökeinek és papjainak jogait, melyeket a törvények biztosítanak számukra?”
Királynő: „Esküszöm, mindent így teszek. Amiket előbb megígértem, megteszem és megtartom. Isten engem úgy segéljen!”
A koronázás előtt az uralkodó még a skót presbiteriánus egyház intézményének fenntartására is megesküszik.
Az eskütétel után egy King James Bibliát (melyet I. Jakab angol királyról neveztek el) mutatnak be az uralkodónak a következő szavakkal: „Ez itt a Bölcsesség, ez a királyi Törvény, ezek Isten élő tanításai.” II. Erzsébet koronázásán a bibliát a skót egyház képviselője mutatta be. Ezután az úrvacsora veszi kezdetét, de a szertartást megszakítja a niceai hitvallás.

## Felkenés és koronázás

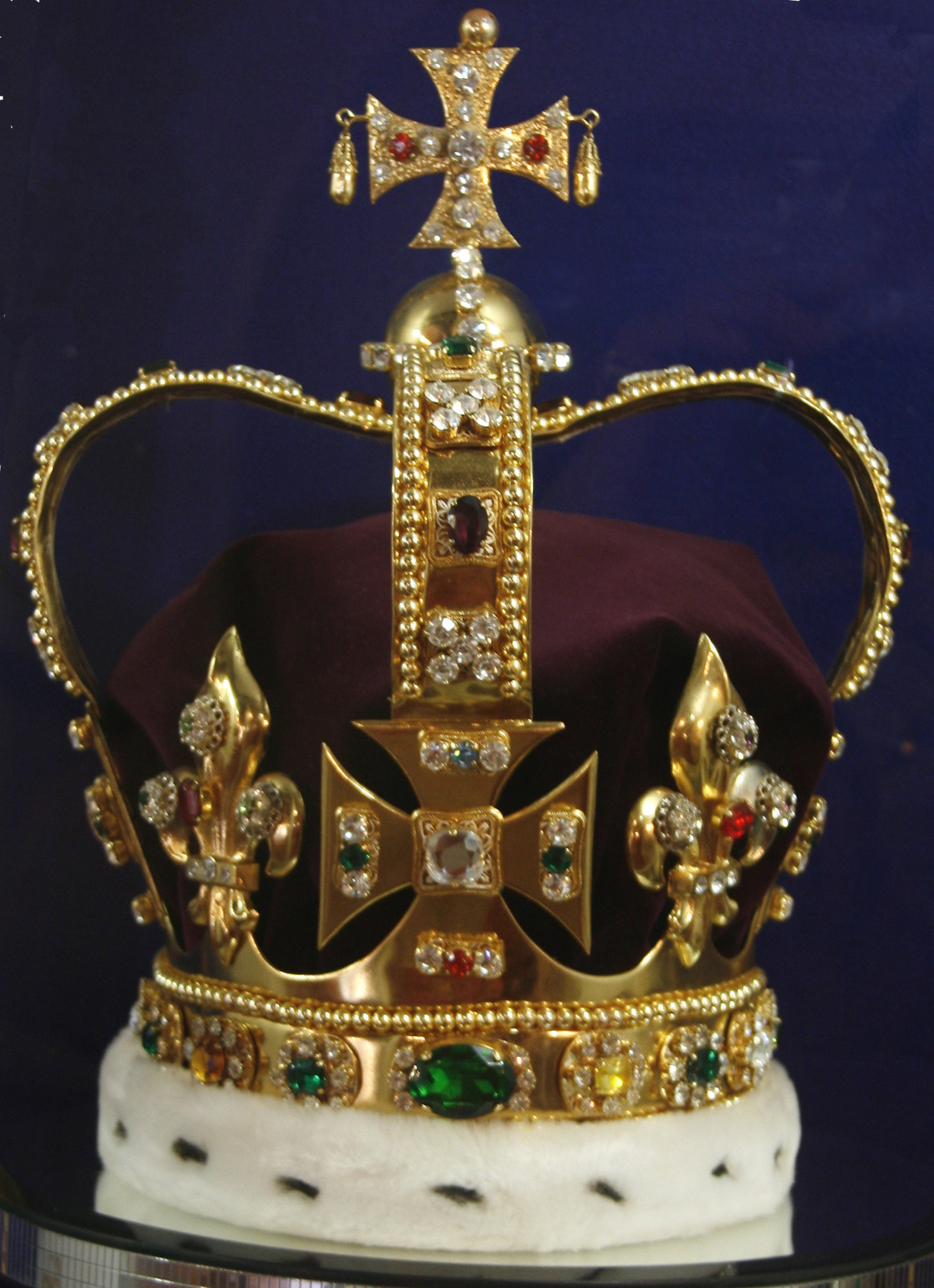
Szent Eduárd koronájának másolata.

Az úrvacsora szertartása után az uralkodót Szent Eduárd székéhez (King Edward's Chair) vezetik, melyet a legelőkelőbb helyen helyeztek el (1953-ban egy dobogó tetejére). Ekkor már nem viseli a karmazsin palástot csak a felkenési köntöst (anointing gown). Szent Eduárd széke a középkorból való, melynek az aljába egy rést vágtak, ahová a szertartás idejéig a scone-i követ helyezik. A scone-i követ vagy más néven a „végzet kövét” a skót királyok koronázásakor használták, amíg I. Eduárd angol király Angliába nem szállíttatta. Ettől kezdve minden koronázás alkalmával használták. 1996-ig a követ a székkel együtt a westminsteri apátságban őrizték, de ugyanezen évben a kő visszakerült Skóciába és az edinburgh-i kastélyban helyezték el a következő koronázásig.
A felkenés szent mivolta miatt a közönség nem láthatja az aktust, ezért miután az uralkodó a székre ült, egy baldachint tartanak a feje fölé (sem 1937-ben, sem 1953-ban nem készült felvétel róla). A legutóbbi koronázás alkalmával a baldachint a Térdszalagrend négy lovagja tartotta. Az apátság esperese felszentelt olajat önt egy sas formájú ampullából egy kanálba, mellyel a canterburyi érsek felkeni az uralkodót (a kezein, a fején és a szívénél), majd áldást mond. A finoman kidolgozott kanál az egyetlen a középkori koronázási ékszerekből, mely túlélte Cromwell nemzetközösségét.
A felkenés után az uralkodót a fehér, gyolcsból készült ruhába (colobium sindonis) öltöztetik, amire a hosszú selyemruhát (supertunica) adják.
A főkamarás bemutatja a sarkantyúkat, melyek a lovagiasságot jelképezik. Az érsek – néhány püspök segítségével – bemutatja a királynőnek az állami kardot (Sword of State). Ekkor öltöztetik fel a négyszögletű, bíbor selyem szegélyű lepellel (Robe Royal), valamint az arany selyemsállal (Stole Royal). Az érsek ezek után az uralkodó kezébe helyezi az aranyozott, drága- és féldrága-kövekkel kirakott országalmát, amelynek tetején a kereszt Krisztusnak, az egész világ feletti uralmát jelképezi. Az országalma ezután visszakerül az oltárra. Ezután az ujjára húznak egy gyűrűt, mely az uralkodó és népe közti „házasságot” jelképezi. A gyűrű után a jogarok következnek: az első jogar galambokkal díszített, melyek a Szentlelket jelképezik; a másodikon pedig egy kereszt látható és ebbe a jogarba foglalták a világ legnagyobb csiszolt gyémántját a Cullinan I-et. Ezután az uralkodót – kezében a két jogarral – a canterburyi érsek Szent Eduárd koronájával megkoronázza. A résztvevők ekkor visszahelyezik koronájukat és fejfedőiket és az „Isten áldja a királyt (királynőt)!” felkiáltással üdvözlik az új uralkodót. A Towerben eközben eldördülnek a díszágyúk.

## A szertartás vége

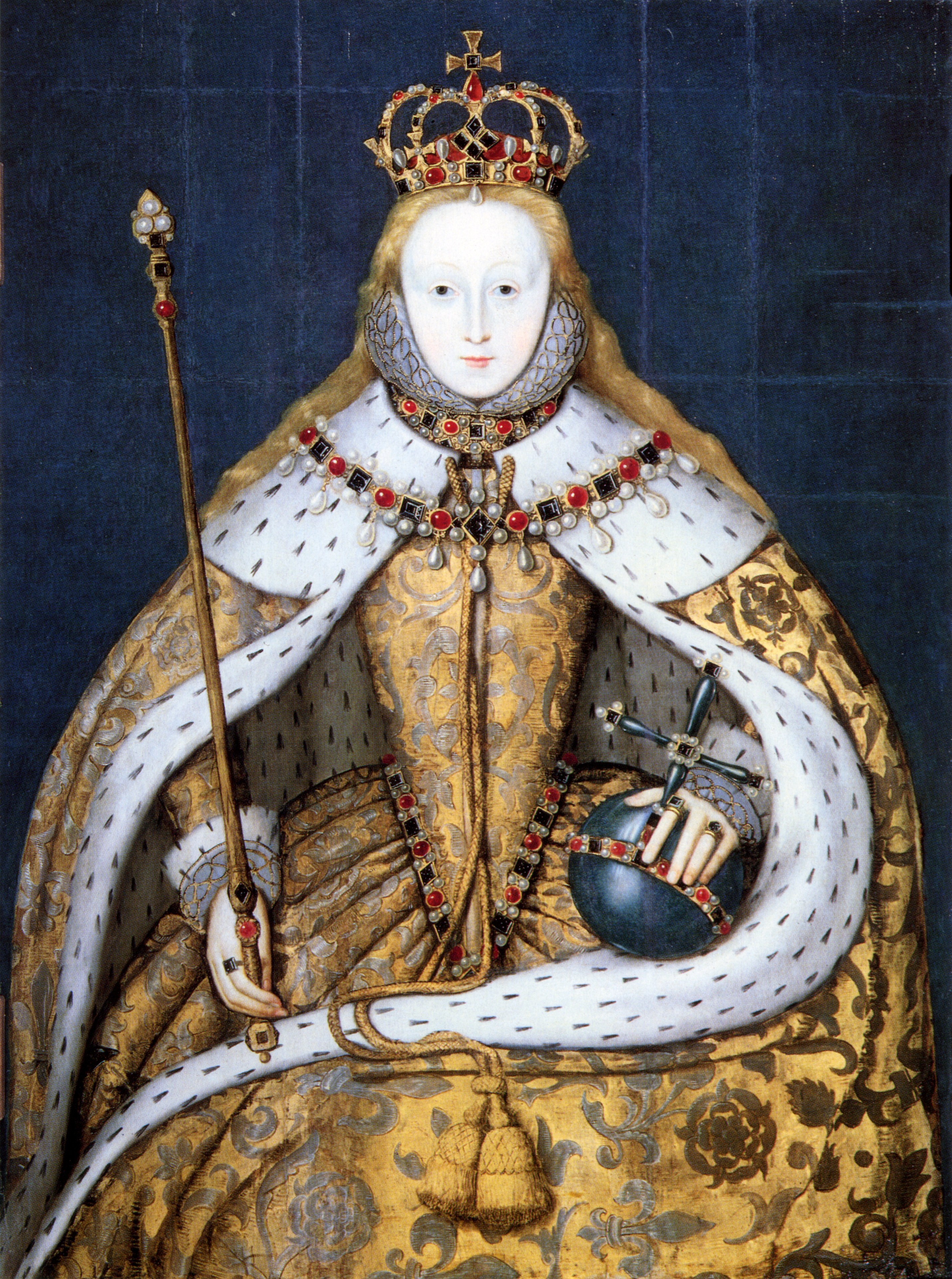
I. Erzsébet koronázási díszben.

Miután az uralkodót trónra emelték, az egyház főpapjai, a nemesség képviselői és az uralkodó rokonai leróják hódolatukat, és hűséget esküsznek neki.
A királynékat a hűségeskük előtt koronázzák meg, ha azonban az uralkodó nő, akkor a férjét nem koronázzák meg külön. Miután megtörténtek a hűségeskük, az úrvacsora szertartása folytatódik.
Az úrvacsora után az uralkodót a Szent Eduárdról elnevezett kápolnába vezetik. A koronázási ékszereket elhelyezik az oltáron, az uralkodót pedig átöltöztetik a lila köpenybe (purple surcoat) és a birodalmi lila bársonypalástba (Imperial Robe of purple velvet). Immár fején a birodalmi koronával, kezében pedig az országalmával és a kereszttel díszített jogarral elhagyja az apátságot, miközben a brit nemzeti himnuszt éneklik.

## Zene
A szertartáson felcsendülő művek főként klasszikus vagy vallási ihletésűek. Leggyakrabban a Georg Friedrich Händel által írt, bibliai ihletésű, Zadok the Priest (Zadok a pap) című művet játsszák, melyet II. György 1727-es koronázására rendeltek. Hubert Parry I Was Glad című műve bevonulási himnusznak készült VII. Eduárd koronázására. A műbe belefoglalták a Vivát! felkiáltást, mellyel a Westminster School (Anglia egyik neves magániskolája) királyi ösztöndíjasai (King's Scholars vagy Queen's Scholars) üdvözlik a koronázásra érkező uralkodót. Charles Villiers Stanford Gloria in Excelsis című műve is rendszeres része a modern koronázásoknak, csakúgy mint a brit himnusz, a God Save the Queen (vagy God Save the King). II. Erzsébet koronázásán számos más zeneszerző műve is felcsendült: Sir George Dyson, Gordon Jacob, Sir William Henry Harris, Herbert Howells, Sir William Walton, Samuel Sebastian Wesley, Ralph Vaughan Williams vagy Healey Willan. Ralph Vaughan Williams javaslatára, a canterburyi érsek hozzájárulásával egy gyülekezeti himnusz is felcsendült, melynek szövegét Williams a 100. zsoltár alapján alkotott meg (All people that on earth do dwell).

## Koronázási bankett

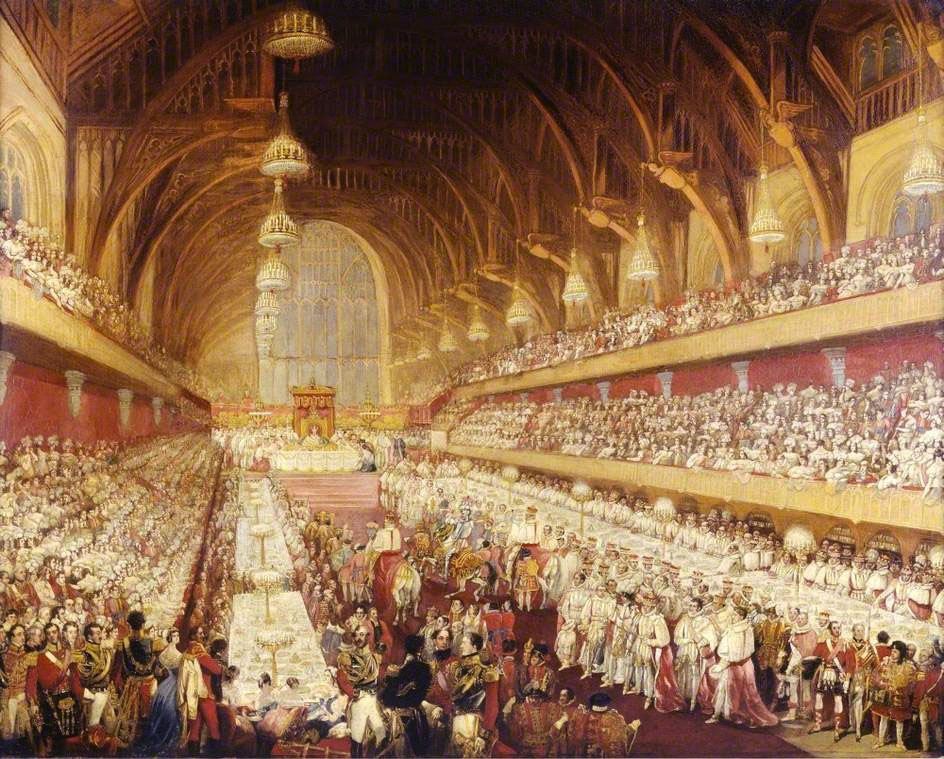
Az utolsó koronázási bankettet IV. György koronázása alkalmával, 1821-ben tartották a Westminster Hallban.

A szokásoknak megfelelően a koronázást egy bankett követte, melyet a Westminster Hallban, a brit parlamentnek is helyet adó Westminster-palota egyik termében tartottak. A király (vagy királynő) bajnoka (a King's Champion vagy Queen's Champion címet hagyományosan a Dymoke család tagjai töltik be) lovagi páncélban a terem közepére lovagolt, jobbján a királyi főlovászmesterrel (Lord High Constable), balján pedig az Earl Marshallal. Egy herold ezek után bejelenti, hogy a bajnok kész megütközni azzal, aki megtagadja az uralkodó személyét:
„Ha bárki közületek, legyen az gazdag vagy szegény, megtagadja urunk és királyunk X. Nagy-Britannia és Írország Egyesült Királyságának királya, a Hit Védelmezője, egykori urunk a néhai király gyermekének jogát a trónra, úgy itt van ez a bajnok, aki kész megküzdeni vele az általa megjelölt napon.”
A bajnok ezután a földre dobja a páncélkesztyűjét, majd a terem közepén és az uralkodó asztalánál is megismétlik a ceremóniát. Ezután az uralkodó egy arany kehelyből iszik a bajnok egészségére, majd neki ajándékozza a kelyhet.
Anglia főpohárnoka (Chief Butler of England), Anglia fő képfaragója (Grand Carver of England) valamint Skócia képfaragó mestere (Master Carver of Scotland) szintén a bankett résztvevői.
Az utolsó bankettet 1821-ben IV. György koronázása alkalmából tartották. Utódja és öccse, IV. Vilmos megszüntette ezt a költséges szokást, és azóta is ez a gyakorlat. Noha VII. Eduárd koronázásakor tervben volt, hogy újra rendeznek bankettet, az uralkodó hirtelen támadt betegsége miatt aztán mégsem rendezték meg. 1953-ban, II. Erzsébet koronázása alkalmából a vendégeket egy nem hivatalos étkezésen látták vendégül, ahol speciálisan az alkalomra készített „koronázási csirkét” szolgáltak fel.

## Császárrá koronázás
Viktória királynő 1876-ban felvette az India császárnője címet. Delhiben 1877-ben durbart tartottak, hogy a császári cím felvételét kihirdessék. Viktória királynőt az indiai alkirály képviselte. 1903-ban is tartottak egy durbart, hogy VII. Eduárd trónra lépését megünnepeljék. Az uralkodót ekkor a testvére Artúr herceg képviselte. Az 1911-es durbaron már az új uralkodó V. György és felesége is részt vett. Mivel az indiai lakosság nagy része nem keresztény, ezért nem volt értelme koronázási ünnepséget tartani. Ezért mikor V. György belépett a durbarba, már viselt egy koronát, de nem a brit birodalmi koronát, mivel a brit törvények értelmében azt nem vihették ki az országból. Helyette készítettek egy másik koronát, az indiai birodalmi koronát. Az uralkodót trónra ültették, és az indiai hercegek lerótták hódulatukat. 1948-ban aztán a császári cím megszűnt, hiszen India 1947-ben kikiáltotta a köztársaságot.

## Fordítás
Ez a szócikk részben vagy egészben a Coronation of the British monarch című angol Wikipédia-szócikk ezen változatának fordításán alapul.  Az eredeti cikk szerkesztőit annak laptörténete sorolja fel. Ez a jelzés csupán a megfogalmazás eredetét és a szerzői jogokat jelzi, nem szolgál a cikkben szereplő információk forrásmegjelöléseként.